# ディッセ腔

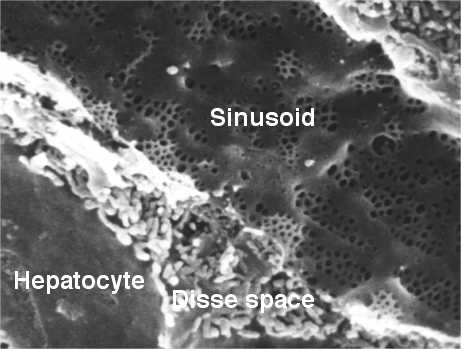
ラットの肝臓における有窓内皮細胞を伴う類洞。孔は直径約100 nm、類洞の幅は5 μm。オタゴ大学のRobin Fraserによる電子顕微鏡像

ディッセ腔(英: space of Disse)とは肝臓における肝細胞と類洞の間の領域。同義語として類洞周囲腔。ディッセ腔には血漿が含まれる。肝細胞の微絨毛はディッセ腔まで伸展し、類洞からのタンパク質や他の血漿成分の肝細胞への取り込みを可能にする。肝臓の疾病によりディッセ腔が破壊されると、肝細胞による栄養分と老廃物（ビリルビンなど）の取り込みが減少する。
ディッセ腔はビタミンAのような脂溶性ビタミンを貯蔵する伊東細胞も含む。過剰な脂溶性ビタミンの摂取は伊東細胞の病的な肥大を引き起こし、コラーゲンの形成、肝線維症、肝硬変を引き起こすことがある。
ディッセ腔の名前は解剖学者のJoseph Disse(1852–1912)に由来する。